# Žabka černobřichá
Žabka černobřichá (Latonia nigriventer, dříve Discoglossus nigriventer) je žába z čeledi pestrankovitých. Předpokládalo se, že jde o vyhynulý druh, avšak v listopadu 2011 byl objeven jeden živý exemplář v Chulském údolí na severu Izraele.

## Popis
Žabka černobřichá má tmavé břicho s malými bílými tečkami a okrově zbarvená záda. Boky mají rezavou barvu, jejíž odstín se pohybuje od tmavě olivově šedého až po šedočerný. Od žabky pestré se liší interokulární vzdáleností (tj. vzdáleností mezi očima), delšími předními končetinami a méně vyčnívajícím nosem. Popisovaný vzor byla dospělá samice s délkou těla 40 mm.
O tomto druhu nebylo dlouho prakticky nic známo, protože byl vědci spatřen pouze dvakrát. V roce 1940 byli nalezeni dva dospělí jedinci a dva pulci, a v roce 1955 byl nalezen jeden jedinec. Od té doby tento druh nebyl spatřen až do listopadu 2011. Dva nálezy v tomto měsíci umožnily zpřesnění popisu, což vedlo i k přeřazení z původního rodu Discoglossus do rodu Latonia. Fosilní záznam tohoto rodu sahá až do oligocénu, proto bývá žabka černobřichá označována za živoucí fosílii.